# Naso hexacanthus
A Naso hexacanthus a sugarasúszójú halak (Actinopterygii) osztályának sügéralakúak (Perciformes) rendjébe, ezen belül a doktorhalfélék (Acanthuridae) családjába tartozó faj.

## Előfordulása
A Naso hexacanthus a Csendes- és az Indiai-óceánokban, valamint a Vörös-tengerben fordul elő. Kelet-Afrikától és a Mascarenhas-szigetcsoporttól kezdve egészen Hawaiig és a Marquises-szigetekig található meg. Elterjedésének az északi határát Japán, míg déli határát a Lord Howe-szigetcsoport képezi.

## Megjelenése
Ez a halfaj általában 50 centiméter hosszú, de akár 75 centiméteresre is megnőhet. 45 centiméteresen már felnőttnek számít. A hátúszóján 6 tüske és 27-29 sugár, míg a farok alatti úszóján 2 tüske és 27-30 sugár ül. Színezete szürkés- vagy zöldesbarna; hasi része világosabb. A faroktó két oldalán két-két kis dudor ül. Nincs „szarva”, azonban a szemek előtt egy rövid kinövés látható. A kopoltyúfedő előtt sárgás foltozás van. A bőre példányonként szemcsés vagy bársonyos tapintású. A kis és hegyes fogai vékonyak. A fiatal Naso hexacanthus farokúszója kerekített.

## Életmódja
Trópusi és tengeri hal, amely általában a korallzátonyokon él, azonban a brakkvízbe is beúszik. Általában 10-137 méteres mélységekben lelhető fel, de 150 méter mélyre is leúszik. A 25-28 Celsius-fokos vízhőmérsékletet kedveli. A vízalatti sziklafalak mellett és a lagúnákban él, ahol nagy rajokat alkot. Nappal tevékeny. Tápláléka a zooplanktont alkotó rákok lárvái, férgek, zsákállatok, és néha vörösmoszatok is.

## Felhasználása
Mivel sohasem mérgező a Naso hexacanthus alkalmas az emberi fogyasztásra; emiatt ipari mértékben halásszák. Magán és városi akváriumokban egyaránt jól mutat.

## Képek

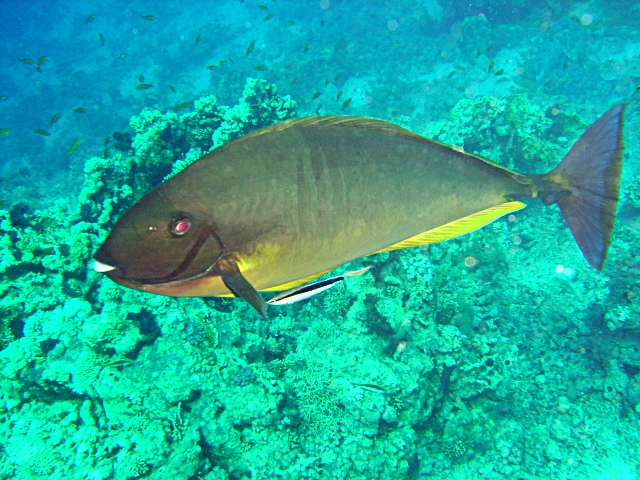
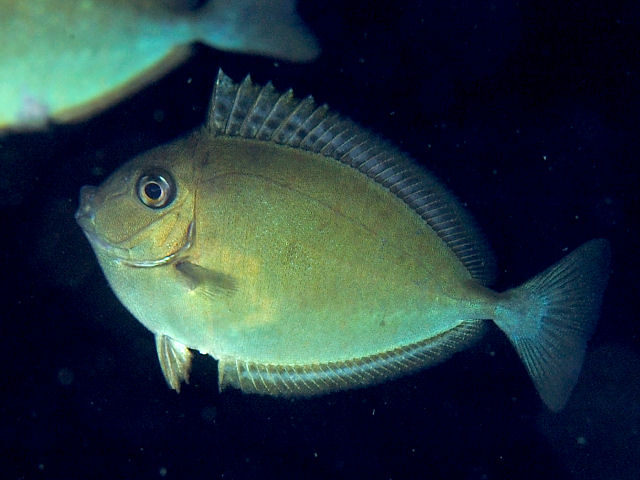
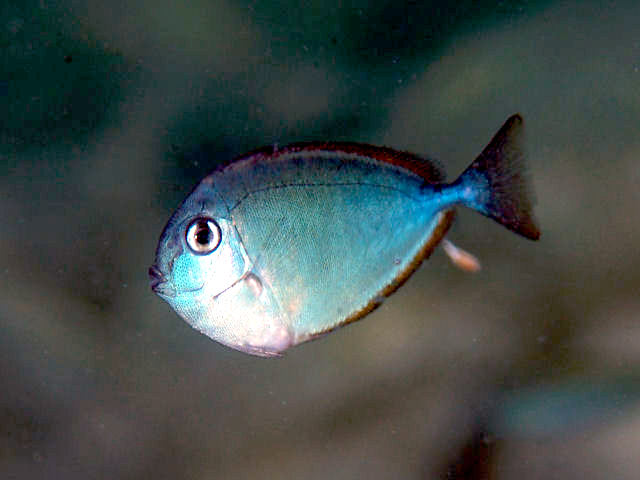
Fiatal példány
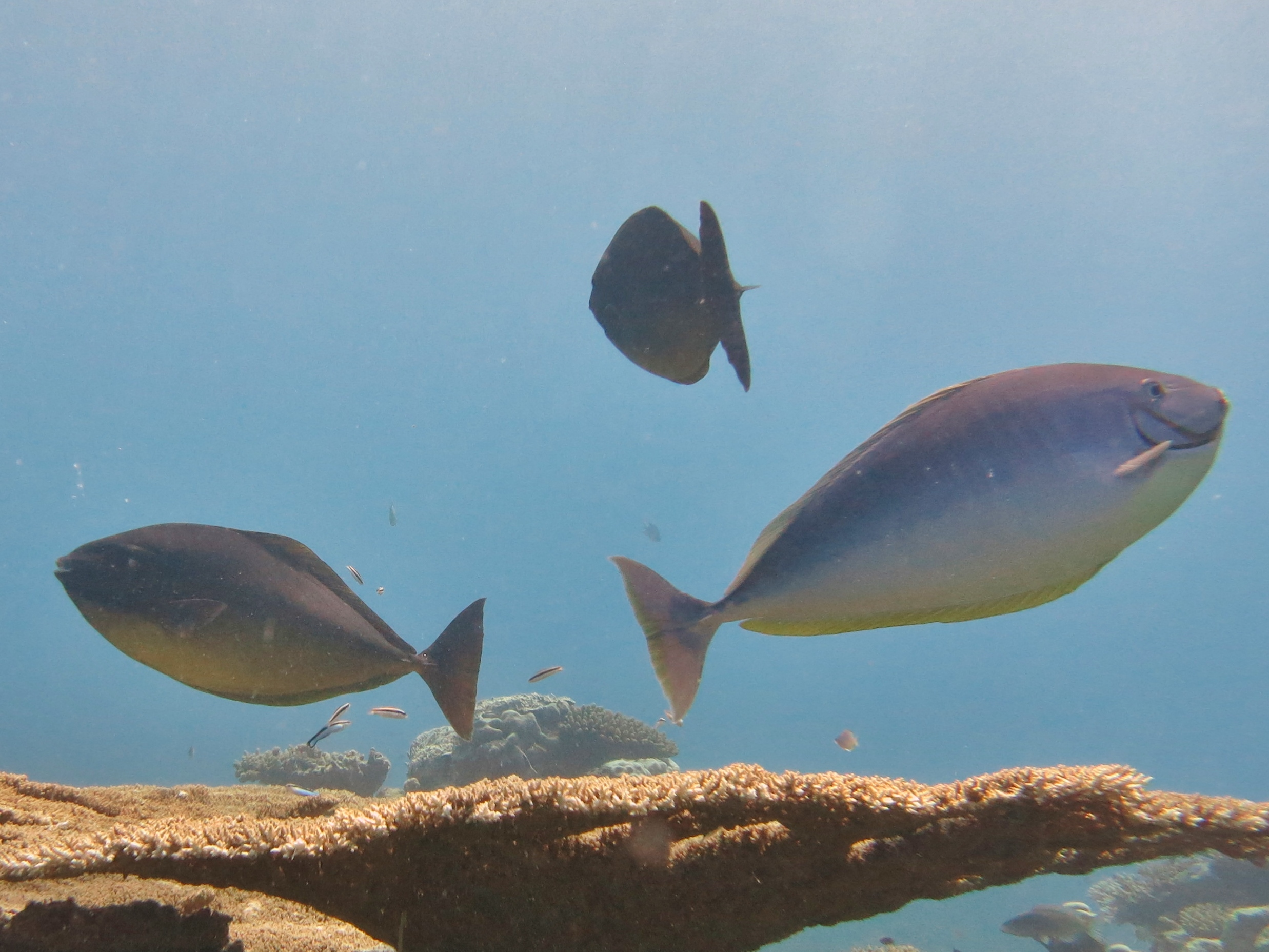
Kisebb rajban úszva